# Гарбузов, Соломон Еремеевич
Соломо́н Ереме́евич Га́рбузов (19 декабря 1908, Феодосия, Российская империя — 20 января 1962, Москва, СССР) — советский журналист, очеркист, публицист, редактор и сценарист.

## Биография
Родился 19 декабря 1908 года в Феодосии. В 1928 году поступил в Академию коммунистического воспитания, который он окончил в 1931 году. В 1930-х годах началась его журналистская деятельность — работал в журнале Пионер и газеты Пионерская правда. В 1941 году в связи с началом ВОВ был мобилизован на фронт в качестве редактора корпусной газеты. После демобилизации работал спецкором газеты Комсомольская правда, затем в газете Известия в этой же должности. Также был известен как сценарист, написавший ряд сценариев к кино, а также как писатель, написавший ряд книг.
Скончался 20 января 1962 года в Москве. Похоронен на Новодевичьем кладбище.

## Семья
Брат — доктор технических наук Залман Еремеевич Гарбузов (1913—1989), учёный в области землеройной и строительной техники, профессор кафедры строительных и дорожных машин и оборудования Ленинградского инженерно-строительного института. Племянник — доктор физико-математических наук Дмитрий Залманович Гарбузов.

## Фильмография

### Сценарист
- 1956 — Это начиналось так...
- 1957 — Одно небо